# قطعنامه ۴۳۴ شورای امنیت
قطعنامه ۴۳۴ شورای امنیت سازمان ملل متحد که در تاریخ ۱۷ اوت ۱۹۷۸ تصویب شد، سندی بین‌المللی دربارهٔ پذیرش اعضای جدید سازمان ملل متحد: جزایر سلیمان است. این قطعنامه طی نشست ۲٬۰۸۴ام با ۱۵ موافق، ۰ مخالف و ۰ ممتنع تصویب شد.